# ジョゼフ・エドキンズ
ジョゼフ・エドキンズ（英: Joseph Edkins、1823年12月19日 - 1905年4月23日）は、イギリスの宣教師、中国学者。ロンドン伝道協会の宣教師として清朝時代の中国に派遣された。エドキンズは西洋の学問に関する書物を中国語に翻訳し、また中国の宗教・文化・言語に関する多数の書物を著した。中国名は「艾約瑟」（Ài Yuēsè）、または「約瑟艾迪瑾」。

## 生涯
1823年、グロスタシャーのストラウド近郊ネイルズワースに生まれた。父は会衆派教会の牧師だった。ロンドン大学を卒業した後に神学を学んだ。
エドキンズはロンドン伝道協会の宣教師として1848年に上海に赴任した。ウォルター・ヘンリー・メドハーストらとともに上海の墨海書館で働き、王韜や数学者の李善蘭と協力して、西洋の科学技術に関する多くの書籍を中国語で出版した。
太平天国の乱の最中に蘇州へ赴いて李秀成・洪仁玕らと面会した。1861年には洪秀全のいる天京（南京市）を訪れ、信仰上の誤りを正すように求めた。
北京条約によって中国国内に教会を建てることが認められるようになると、エドキンズは北京で宣教活動を行い、缸瓦市教堂(中国語版)を建てた。1872年にはアメリカ人宣教師のウィリアム・マーティン（丁韙良）とともに月刊誌『中西聞見録』を創刊した。
1905年に上海で没した。

## 著作と業績
エドキンズの著作は多く、その範囲も非常に広い。
エドキンズは西洋の古典や近代科学の文献を大量に中国語に翻訳した。これらの翻訳は墨海書館の刊行する「六合叢談」などの雑誌に載せられ、日本でも幕末に訓点をつけた版が出版された。西洋の学問を紹介した代表的な書物に『西学略述』がある。
- 『西学略述』1886年。

エドキンズはまた、キリスト教の立場から仏教を批判する『釈教正謬』(1857)『続釈教正謬』(1859)を中国語で著した。この書物ははやく日本にも入り、大量の反論が書かれた。
エドキンズの『The Religious Condition of the Chinese』(1859, のち『Religion in China』に改題)では中国の儒教・仏教・道教と、なぜこの3つの宗教が共存できているかについてわかりやすく解説している。
- The Religious Condition of the Chinese. London: Routledge. (1859)
- Religion in China (2nd ed.). (1878)

また、『Chinese Buddhism』は、中国の仏教に関する包括的研究書である。
- Chinese Buddhism. London: Trübner. (1880)

エドキンズは上海語や官話の文法書を出版した。官話文法書では官話を南京官話・北京官話・西方官話の3つに分類した。北京官話の方が高級だが、南京官話の方が通じる範囲が広いとして、南京官話を主に扱っている。教科書『Progressive Lessons』の序ではトーマス・ウェード『尋津録』の影響を受けていることを述べ、巻末附録に北京・南京・芝罘の声調の違いを説明している。
- A Grammar of colloquial Chinese, as exhibited in the Shanghai Dialect. Shanghai: Presbyterian Mission Press. (1868) [1853]
- A Grammar of the Chinese Colloquial Language Commonly Called Mandarin (2nd ed.). Shanghai: Presbyterian Mission Press. (1864) [1857]
- Progressive Lessons in the Chinese Spoken Language (2nd ed.). (1864) [1862]
- A Vocabulary of the Shanghai Dialect. Shanghai: Presbyterian Mission Press. (1869)

言語に関するエドキンズの考えはキリスト教的であり、世界の言語はもとひとつであり、アルメニア・メソポタミアに発祥すると考え、中国語とその他の言語を比較した。
- China's Place in Philology. London: Trübner. (1871)

最初の宗教は一神教であり、中国・モンゴル・日本などにも古代に一神教がペルシャから伝わっていたと主張した。
- The Early Spread of Religious Ideas especially in the Far East. The Religious Tract Society. (1893)

また、バビロニアの天文学が中国に伝わったと考えた。

## 栄誉
1875年にエディンバラ大学から名誉神学博士を授けられた。